# Bromus secalinus
Il forasacco delle messi (Bromus secalinus L., 1753) è una pianta angiosperma monocotiledone appartenente alla famiglia delle Poaceae (o Gramineae, nom. cons.).

## Etimologia
Il nome generico (bromus) deriva dalla lingua greca ed è un nome antico per l'avena. L'epiteto specifico (secalinus) è relativo al suo habitat più abituale, la crescita nei campi di segale.
Il nome scientifico della specie è stato definito da Linneo (1707 – 1778), biologo svedese considerato il padre della moderna classificazione scientifica degli organismi viventi, nella pubblicazione "Species Plantarum" (Sp. Pl. 1: 76 - 1753) del 1753.

## Descrizione

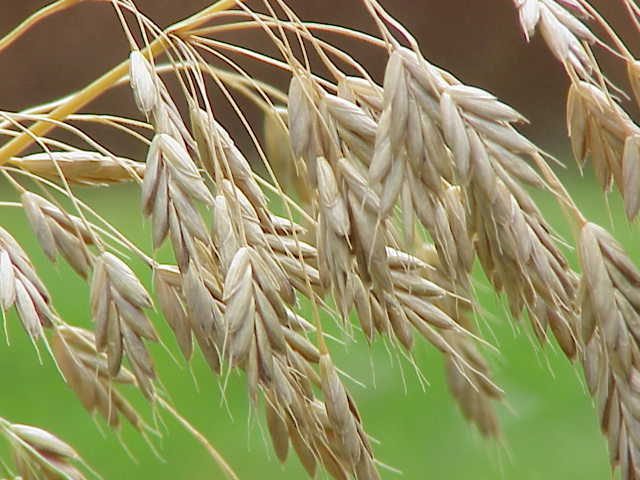
Infiorescenza

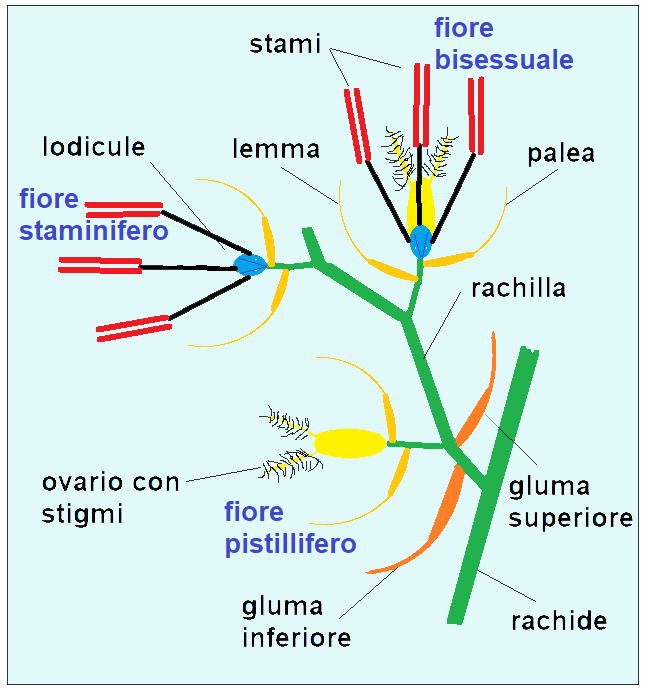
Spighetta generica con tre fiori diversi

Queste piante arrivano ad una altezza di 3 - 9 dm (massimo 100 cm). La forma biologica è terofita scaposa (T scap), ossia in generale sono piante erbacee che differiscono dalle altre forme biologiche poiché, essendo annuali, superano la stagione avversa sotto forma di seme e sono munite di asse fiorale eretto e spesso privo di foglie.

### Radici
Le radici sono per lo più fascicolate; a volte sono secondarie da rizoma.

### Fusto
I culmi, robusti e fascicolati, sono cavi a sezione cilindrica e superficie liscia. Il portamento in genere è ascendente-genicolato, spesso radicanti alla base. 

### Foglie
Le foglie lungo il culmo sono disposte in modo alterno, sono distiche e si originano dai vari nodi. Sono composte da una guaina, una ligula e una lamina. Le venature sono parallelinervie. Non sono presenti i pseudopiccioli e, nell'epidermide delle foglia, le papille.
- Guaina: la guaina è abbracciante il fusto e priva di auricole (o raramente auricolate); la superficie è glabra o, nella parte alta, più o meno densamente pubescente per peli riflessi.
- Ligula: la ligula è sfrangiata. Lunghezza: 1 – 2 mm.
- Lamina: la lamina ha delle forme generalmente lineari e piatte. La superficie è irta di setole patenti. Dimensione delle foglie: larghezza 3 – 6 mm; lunghezza 5 – 15 cm.

### Infiorescenza
Infiorescenza principale (sinfiorescenza o semplicemente spiga): le infiorescenze, ascellari e terminali, in genere sono ramificate e sono formate da alcune spighette peduncolate (1 - 4 per ramo) ed hanno la forma di una pannocchia ampia e lassa. I rami, glabri,  sono patenti o incurvati (annuenti). La fillotassi dell'inflorescenza inizialmente è a due livelli, anche se le successive ramificazioni la fa apparire a spirale. Lunghezza della pannocchia: 1 - 2 dm.

### Spighetta
Infiorescenza secondaria (o spighetta): le spighette, lungamente pedicellate, compresse lateralmente, sottese da due brattee distiche e strettamente sovrapposte chiamate glume (inferiore e superiore), sono formate da 5 - 15 fiori. Possono essere presenti dei fiori sterili; in questo caso sono in posizione distale rispetto a quelli fertili. Alla base di ogni fiore sono presenti due brattee: la palea e il lemma. La disarticolazione avviene con la rottura della rachilla tra i fiori. I fiori sono fortemente divergenti e quindi lontani dall'asse che così rimane visibile. Lunghezza delle spighette: 20 – 30 mm.
- Glume: le glume, persistenti, con forme ovate, sono più corte delle spighette e sono poco disuguali con rispettivamente 3 - 5 e 7 - 9 nervature. Lunghezza delle glume: inferiore 5 mm; superiore 7 mm.
- Palea: la palea è un profillo con alcune venature; è cigliata sui bordi.
- Lemma: i lemmi hanno delle forme ovato-ellittiche; gli apici hanno una resta allungata. I bordi del lemma sono progressivamente arrotondati. Lunghezza del lemma: 9 mm. Lunghezza della resta: 6 – 12 mm

### Fiori
I fiori fertili sono attinomorfi formati da 3 verticilli: perianzio ridotto, androceo  e gineceo.
- Formula fiorale:[7]

*, P 2, A (1-)3(-6), G (2–3) supero, cariosside.
- Il perianzio è ridotto e formato da due lodicule, delle squame traslucide, poco visibili (forse relitto di un verticillo di 3 sepali). Le lodicule sono membranose e non vascolarizzate.
- L'androceo è composto da 3 stami ognuno con un breve filamento libero, una antera sagittata e due teche. Le antere sono basifisse con deiscenza laterale e sono lunghe 2 mm. Il polline è monoporato.
- Il gineceo è composto da 3-(2) carpelli connati formanti un ovario supero. L'ovario, pubescente all'apice, ha un solo loculo con un solo ovulo subapicale (o quasi basale). L'ovulo è anfitropo e semianatropo e tenuinucellato o crassinucellato. Lo stilo, che si origina dal lato abassiale dell'ovario, è breve con due stigmi papillosi e distinti.
- Fioritura: da maggio a giugno (luglio).

### Frutti
I frutti sono del tipo cariosside, ossia sono dei piccoli chicchi indeiscenti colorati di marrone scuro, con forme ovoidali, nei quali il pericarpo è formato da una sottile parete che circonda il singolo seme. In particolare il pericarpo è fuso al seme ed è aderente. L'endocarpo non è indurito e l'ilo è lungo e lineare. L'embrione è piccolo e provvisto di epiblasto ha un solo cotiledone altamente modificato (scutello senza fessura) in posizione laterale. I margini embrionali della foglia non si sovrappongono. I cariossidi alla fruttificazione sono colorati di rosso brunastro. Dimensione del cariosside: 1 x 5 mm.

## Biologia
Come gran parte delle Poaceae, le specie di questo genere si riproducono per impollinazione anemogama. Gli stigmi più o meno piumosi sono una caratteristica importante per catturare meglio il polline aereo. La dispersione dei semi avviene inizialmente a opera del vento (dispersione anemocora) e una volta giunti a terra grazie all'azione di insetti come le formiche (mirmecoria). In particolare i frutti di queste erbe possono sopravvivere al passaggio attraverso le budella dei mammiferi e possono essere trovati a germogliare nello sterco.

## Distribuzione e habitat

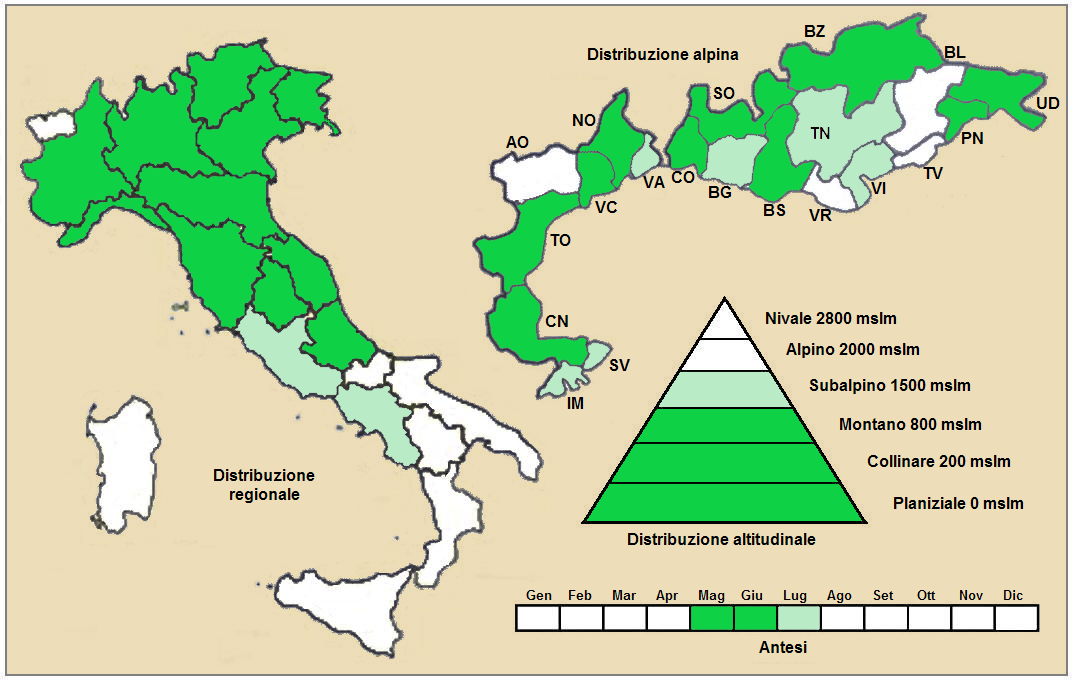
Distribuzione della pianta
(Distribuzione regionale – Distribuzione alpina)

- Geoelemento: il tipo corologico (area di origine) è Euro-Siberiano.
- Distribuzione: in Italia è una specie comune e si trova ovunque (isole escluse). Nelle Alpi ha una distribuzione discontinua. Fuori dall'Italia, sempre nelle Alpi, questa specie si trova in Francia (dipartimenti di Alpes-de-Haute-Provence e Hautes-Alpes), in Svizzera (cantoni Berna, Vallese e Grigioni), in Austria (Länder del Vorarlberg, Tirolo Settentrionale, Salisburgo, Carinzia, Stiria, Austria Superiore e Austria Inferiore) e Slovenia. Sugli altri rilievi europei collegati alle Alpi si trova nella Foresta Nera, Vosgi, Massiccio del Giura, Massiccio Centrale, Pirenei, Monti Balcani e Carpazi.[16] Nel resto dell'Europa e dell'areale del Mediterraneo questa specie si trova ovunque in Europa, nella Transcaucasia, nell'Anatolia e in Algeria.[17] Fuori dall'Europa il B. secalinus si trova in Giappone, Cina e Asia sud-occidentale.[13]
- Habitat: gli habitat preferiti da questa pianta sono le colture di cereali (è una specie infestante), soprattutto frumento e segale. Il substrato preferito è calcareo/siliceo ma anche siliceo con pH acido, medi valori nutrizionali del terreno che deve essere mediamente umido.[16]
- Distribuzione altitudinale: sui rilievi queste piante si possono trovare fino a 1.200 m s.l.m.; frequentano quindi i seguenti piani vegetazionali: collinare, montano e in parte quello subalpino (oltre a quello planiziale – a livello del mare).

### Fitosociologia
Dal punto di vista fitosociologico alpino questa specie appartiene alla seguente comunità vegetale:
- Formazione: delle comunità terofitiche pioniere nitrofile
  - Classe: Stellarietea mediae
    - Ordine: Centaureetalia cyani
      - Alleanza: Scleranthion annui

## Tassonomia
La famiglia delle Poacee comprende circa 800 generi e oltre 9.000 specie. È una delle famiglie più numerose e più importanti del gruppo delle monocotiledoni. La famiglia è suddivisa in 12 sottofamiglie, il genere Bromus fa parte della sottofamiglia Pooideae ed è l'unico genere della tribù Bromeae.

### Filogenesi
La tribù Bromeae fa parte della supertribù Triticodae T.D. Macfarl. & L. Watson, 1982. La supertribù Triticodae comprende tre tribù: Littledaleeae, Hordeeae e Bromeae. All'interno della supertribù, la tribù Bromeae forma un "gruppo fratello" con la tribù Hordeeae.
I Bromus della flora spontanea italiana sono suddivisi in tre gruppi distinti: Festucaria G. et G., Anisantha Koch e Bromus s.s. La specie di questa voce appartiene al gruppo Bromus s.s. Il ciclo biologico delle piante di questo gruppo è annuo con un aspetto molto diverso dalle specie del genere Festuca. A maturità le spighette si restringono all'apice ed hanno delle reste caratteristiche (allargate). Le nervature delle due glume (con forme ovate lunghe 3,5 – 9 mm) sono diverse: quella inferiore ha 3 nervature; quella superiore è 7 - 9 nervature. La resta dei lemmi (con forme ovato-lanceolate) è dorsale.
Questa specie al di fuori delle colture è difficile trovarla. Probabilmente si è evoluta in periodo protostorico tramite ibridazione e seguenti fenomeni di introgressione. Le specie parentali potrebbero essere B. racemosus, B. commutatus oppure B. neglectus.
Il numero cromosomico delle specie B. secalinus è: 2n = 28.

### Sottospecie
Di seguito sono indicate alcune sottospecie della specie di questa voce, non sempre riconosciute da altre checklist botaniche.
- Bromus secalinus subsp. billotii (F. W. Schultz) H. Scholz, 2008 - Distribuzione: Francia, Italia, Austria e Germania.[17]
- Bromus secalinus subsp. infestus H. Scholz, 2012 - Distribuzione: Germania.[17]
- Bromus secalinus subsp. decipiens Bomble & H. Scholz - Distribuzione: Friuli-Venezia Giulia.[15]

### Sinonimi
Questa entità ha avuto nel tempo diverse nomenclature. L'elenco seguente indica alcuni tra i sinonimi più frequenti:
- Avena secalina Salisb.
- Bromus badensis C.C.Gmel.
- Bromus brevisetus Dumort.
- Bromus commutatus subsp. decipiens (Bomble & H.Scholz) H.Scholz
- Bromus ehrhartii Gaudin
- Bromus elongatus Gaudin
- Bromus grossus var. velutinus (Schrad.) Godet
- Bromus hordeaceus C.C.Gmel.
- Bromus hybridus Schur
- Bromus mollis var. secalinus (L.) Huds.
- Bromus multiflorus Sm.
- Bromus multiflorus var. velutinus (Schrad.) Rchb.
- Bromus mutabilis F.W.Schultz
- Bromus mutabilis var. glabratus F.W.Schultz
- Bromus mutabilis var. grossus (W.D.J.Koch) F.W.Schultz
- Bromus mutabilis var. hirtus F.W.Schultz
- Bromus mutabilis var. hordeaceus F.W.Schultz
- Bromus mutabilis var. secalinus (L.) F.W.Schultz
- Bromus mutabilis var. velutinus (Schrad.) F.W.Schultz
- Bromus polymorphus Scop.
- Bromus racemosus var. elongatus (Gaudin) Duby
- Bromus secalinus var. arvensis Peterm.
- Bromus secalinus var. asper Neilr.
- Bromus secalinus var. badensis (C.C.Gmel.) Asch. & Graebn.
- Bromus secalinus subsp. decipiens Bomble & H.Scholz
- Bromus secalinus var. dilatatus Schur
- Bromus secalinus f. divergens (Rchb.) Todor
- Bromus secalinus var. divergens Rchb.
- Bromus secalinus var. elongatus (Gaudin) Asch. & Graebn.
- Bromus secalinus var. glaber Stokes
- Bromus secalinus var. grossus W.D.J.Koch
- Bromus secalinus var. hirsutus Kindb.
- Bromus secalinus f. hirtus (F.W.Schultz) Wiegand
- Bromus secalinus var. hirtus (F.W.Schultz) Asch. & Graebn.
- Bromus secalinus var. hybridus (Schur) Jáv.
- Bromus secalinus var. integer Schumach.
- Bromus secalinus var. intermedius Mutel
- Bromus secalinus var. lasiophyllus Beck
- Bromus secalinus var. macrostachys Schur
- Bromus secalinus var. minimus Zapal.
- Bromus secalinus subsp. multiflorus Schübl. & G.Martens
- Bromus secalinus var. muticus Delastre
- Bromus secalinus var. pratensis Wahlenb.
- Bromus secalinus var. pubescens Stokes
- Bromus secalinus var. rhenanthus Bég.
- Bromus secalinus f. submuticus (Rchb.) Jansen & Wacht.
- Bromus secalinus var. submuticus Rchb.
- Bromus secalinus f. velutinus (Schrad.) Todor
- Bromus secalinus subsp. velutinus (Schrad.) Janch.
- Bromus secalinus var. velutinus (Schrad.) W.D.J.Koch
- Bromus secalinus var. vulgaris W.D.J.Koch
- Bromus segetalis A.Braun ex Nyman
- Bromus segetalis var. secalinus (L.) Döll
- Bromus submuticus Steud.
- Bromus velutinus Schrad.
- Bromus vitiosus Weigel
- Forasaccus secalinus (L.) Bubani
- Serrafalcus divaricatus Dulac
- Serrafalcus gmelinii Rouy
- Serrafalcus secalinus (L.) Bab.